# Agropyron nakashimae
Agropyron nakashimae är en gräsart som beskrevs av Jisaburo Ohwi. Agropyron nakashimae ingår i släktet kamveten, och familjen gräs. Inga underarter finns listade i Catalogue of Life.